# Punta de Lliterola
La punta de Lliterola o punta Lliterola es una montaña de 3132 m de altitud, con una prominencia de 83 m, que se encuentra en la cabecera del valle de Lliterola, en el macizo de Perdiguero, entre la provincia de Huesca (Aragón) y el departamento del Alto Garona (Francia).